# Kylähullut
Kylähullut sono stati un gruppo punk rock finlandese formato da Alexi Laiho dei Children of Bodom, Tonmi Lillman (ex To/Die/For), e Vesku Jokinen dei Klamydia. Il nome della band significa "I matti del villaggio" in finlandese.
La band fu un progetto ideato da Alexi Laiho nel 2004, principalmente come intrattenimento dei musicisti del gruppo. La discografia della band include un EP di quattro tracce e un album di 12 canzoni.
Il 14 febbraio 2012 muore il batterista Tonmi Lillaman.
Tra fine dicembre 2020 e gennaio 2021 viene a mancare Alexi Laiho

## Membri
- Vesku Jokinen - basso, voce

### Ex componenti
- Tonmi Lillman - batteria (2004-2012)
- Alexi Laiho - chitarra, voce (2004-2020)

## Discografia
- 2005 - Turpa täynnä
- 2007 - Peräaukko sivistyksessä

## EP
- 2004 - Keisarinleikkaus
- 2007 - Lisää persettä rättipäille

### Videoclip
- Kääpiöt - Turpa täynnä